# Phygadeuon oviventris
Espèce
Phygadeuon oviventris est un insecte hyménoptère de la famille des Ichneumonidae.